# 아베 우타

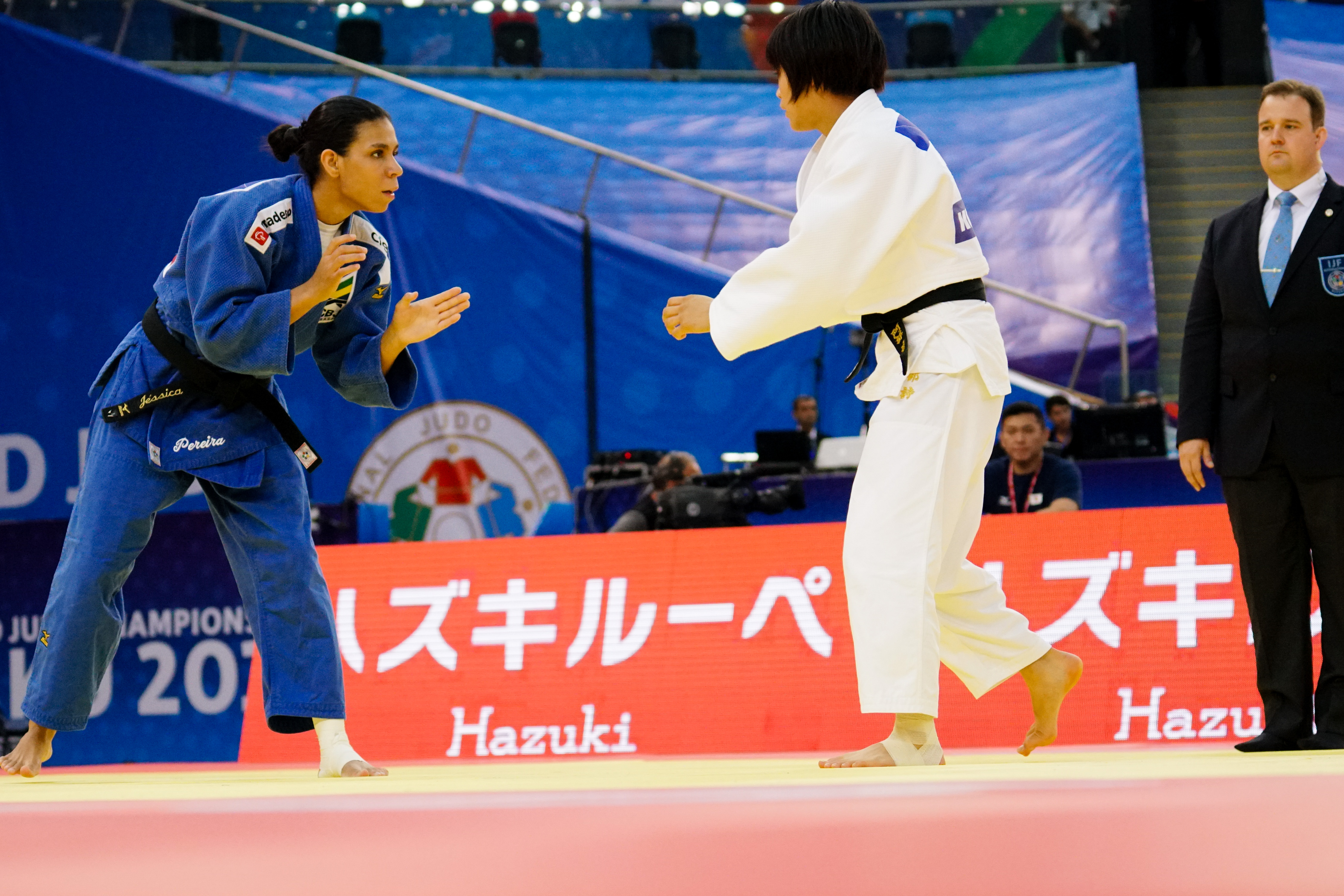
2018년 세계 선수권 대회 당시 제시카 페레이라와 경기 중인 아베

아베 우타(일본어: 阿部 詩, 2000년 7월 14일~)는 일본의 유도 선수이다. 2020년 하계 올림픽 여자 하프라이트급에서 금메달을 획득했으며, 세계 유도 선수권 대회에서 금메달 3개를 획득했다. 오빠인 히후미도 유도 선수로 활동하고 있으며, 남매가 2018년 세계 선수권 대회와 2020 도쿄 올림픽, 2022년 세계 선수권 대회, 2024년 세계 선수권 대회에서 모두 우승한 것으로 잘 알려져 있다.